# کریستین وورموث
کریستین وورموث (انگلیسی: Christine Wormuth؛ زادهٔ ۱۹ آوریل ۱۹۶۹) سیاست‌مدار اهل ایالات متحده آمریکا است، که هم‌اکنون به‌عنوان وزیر ارتش ایالات متحده آمریکا فعالیت می‌کند.